# Куччаева, Маликат Мурадовна
Малика́т Мура́довна Кучча́ева (род. 1 июля 1995, Махачкала) — российская спортсменка (вольная борьба), бронзовый призёр чемпионата России.

## Биография
Представляет махачкалинскую спортшколу «Чемпион». Тренируется у Светланы Грачёвой. В мае 2019 года в Подмосковном городе Раменское стала победительницей на чемпионате России по вольной борьбе среди девушек-студенток. В сентябре 2020 стала бронзовым призёром на чемпионате России в Казани. 31 марта 2021 года ей бы присвоено звание мастер спорта России.

## Спортивные результаты
- Чемпионат России по вольной борьбе среди девушек-студенток 2019 — ;
- Чемпионат России по женской борьбе 2020 — ;
- Чемпионат Европы по ММА 2021 — ;